# Самойленко, Николай Павлович
Николай Павлович Самойленко (12 февраля 1954, Никополь (Покровское)) — советский футболист, нападающий, полузащитник. Советский и украинский тренер.
Воспитанник юношеской команды «Трубник» Никополь, тренер Евгений Колотковский. Начинал играть в 1970 году в классе «Б» за «Трубник». В 1971—1973 годах выступал за дубль днепропетровского «Днепра». За первую команду провёл два матча — 1 августа 1971 года в домашнем матче 24 тура первой лиги против «Спартака» Орджоникидзе (4:0) вышел на 70-й минуте; 8 сентября 1972 в гостевом матче 22 тура высшей лиги против «Зенита» (2:2) вышел на 66-й минуте. В 1974—1975 годах играл за армейские клубы СК «Чернигов» и ЦСКА; за московскую команду сыграл 11 матчей, забил два гола в высшей лиге. В 1976—1981 годах играл за «Днепр». 1981 год заканчивал в «Колосе» Никополь. В 1982—1986, 1988—1989 годах за команду второй лиги «Шахтёр» Павлоград в 292 играх забил 93 мяча; в 1987 году работал в команде тренером.
В 1990—1991 годах — главный тренер женского «Днепра» Днепропетровск, в 1993—1994 — павлоградского «Шахтёра». В 1994—1997 — главный тренер любительского клуба «Дружба-Элеватор» Магдалиновка. В Казахстане работал тренером клуба «Аксесс-Есиль» Петропавловск и главным тренером «Экибастузца» Экибастуз. В 2005—2012 — тренер академии «Днепра», с 2012 — тренер ДЮСШ «Интер» Днепр.
Брат Александр (род. 1948) играл за «Трубник» в 1966 году.